# Język citak
Język citak (a. cicak, tjitak, tjitjak), także: asmat citak, asmat darat, kaunak – język papuaski używany w prowincji Papua w Indonezji (dystrykt Citak-Mitak, kabupaten Mappi), w 19 wsiach na południowym wybrzeżu. Według danych z 1985 roku posługuje się nim 8 tys. osób
Ludność Citak rozpatruje się jako etnicznie odrębną od Asmatów, ale ich język jest łączony z językami asmat. Serwis Ethnologue wyróżnia następujące dialekty: senggo, komasma, bubis, esaun, pirabanak, vakam, tiau. Społeczność posługuje się także językiem indonezyjskim.
Jest zapisywany alfabetem łacińskim.